# Toru Oniki
Toru Oniki (鬼木 達, Oniki Toru) est un footballeur japonais né le 20 avril 1974 devenu entraîneur.

## Statistiques

### En tant que joueur
| Saison                | Club                     | Championnat           | Championnat | Championnat | Championnat | Coupe nationale | Coupe nationale | Coupe nationale | Coupe de la Ligue | Coupe de la Ligue | Coupe de la Ligue | Supercoupe | Supercoupe | Supercoupe | Total | Total | Total |
| Saison                | Club                     | Division              | M.          | B.          | P.d.        | M.              | B.              | P.d.            | M.                | B.                | P.d.              | M.         | B.         | P.d.       | M.    | B.    | P.d.  |
| 1995                  | Kashima Antlers          | J1 League             | 4           | 0           | 0           | 0               | 0               | 0               | -                 | -                 | -                 | -          | -          | -          | 4     | 0     | 0     |
| 1996                  | Kashima Antlers          | J1 League             | 13          | 0           | 0           | 0               | 0               | 0               | 3                 | 1                 | 0                 | -          | -          | -          | 16    | 1     | 0     |
| 1997                  | Kashima Antlers          | J1 League             | 4           | 0           | 0           | 0               | 0               | 0               | -                 | -                 | -                 | -          | -          | -          | 4     | 0     | 0     |
| 1999                  | Kashima Antlers          | J1 League             | 7           | 1           | 0           | 0               | 0               | 0               | 3                 | 0                 | 0                 | 0          | 0          | 0          | 10    | 1     | 0     |
| Sous-total            | Sous-total               | Sous-total            | 28          | 0           | 0           | 0               | 0               | 0               | 6                 | 1                 | 0                 | 0          | 0          | 0          | 34    | 1     | 0     |
| 1998                  | Kawasaki Frontale (prêt) | JFL                   | 1           | 0           | 0           | 0               | 0               | 0               | 3                 | 0                 | 0                 | -          | -          | -          | 4     | 0     | 0     |
| 2000                  | Kawasaki Frontale        | J1 League             | 21          | 1           | 0           | 0               | 0               | 0               | 7                 | 0                 | 0                 | -          | -          | -          | 28    | 1     | 0     |
| 2001                  | Kawasaki Frontale        | J2 League             | 40          | 0           | 0           | 1               | 0               | 0               | 3                 | 0                 | 0                 | -          | -          | -          | 44    | 0     | 0     |
| 2002                  | Kawasaki Frontale        | J2 League             | 39          | 0           | 0           | 1               | 0               | 0               | -                 | -                 | -                 | -          | -          | -          | 40    | 0     | 0     |
| 2003                  | Kawasaki Frontale        | J2 League             | 13          | 0           | 0           | 0               | 0               | 0               | -                 | -                 | -                 | -          | -          | -          | 13    | 0     | 0     |
| 2004                  | Kawasaki Frontale        | J2 League             | 19          | 0           | 0           | 0               | 0               | 0               | -                 | -                 | -                 | -          | -          | -          | 19    | 0     | 0     |
| 2005                  | Kawasaki Frontale        | J1 League             | 1           | 0           | 0           | 0               | 0               | 0               | -                 | -                 | -                 | -          | -          | -          | 1     | 0     | 0     |
| 2006                  | Kawasaki Frontale        | J1 League             | 0           | 0           | 0           | 0               | 0               | 0               | 1                 | 0                 | 0                 | -          | -          | -          | 1     | 0     | 0     |
| Sous-total            | Sous-total               | Sous-total            | 133         | 1           | 0           | 2               | 0               | 0               | 11                | 0                 | 0                 | -          | -          | -          | 146   | 1     | 0     |
| Total sur la carrière | Total sur la carrière    | Total sur la carrière | 162         | 1           | 0           | 2               | 0               | 0               | 20                | 1                 | 0                 | 0          | 0          | 0          | 184   | 2     | 0     |

### En tant qu'entraineur
| Saison                | Club                  | Championnat           | Championnat | Championnat | Championnat | Championnat | Coupe(s) nationale(s) | Coupe(s) nationale(s) | Coupe(s) nationale(s) | Coupe(s) nationale(s) | Supercoupe | Supercoupe | Supercoupe | Supercoupe | Compétition(s) continentale(s) | Compétition(s) continentale(s) | Compétition(s) continentale(s) | Compétition(s) continentale(s) | Compétition(s) continentale(s) | Total | Total | Total | Total | % Victoires |
| Saison                | Club                  | Division              | M           | V           | N           | D           | M                     | V                     | N                     | D                     | M          | V          | N          | D          | C                              | M                              | V                              | N                              | D                              | M     | V     | N     | D     | % Victoires |
| --------------------- | --------------------- | --------------------- | ----------- | ----------- | ----------- | ----------- | --------------------- | --------------------- | --------------------- | --------------------- | ---------- | ---------- | ---------- | ---------- | ------------------------------ | ------------------------------ | ------------------------------ | ------------------------------ | ------------------------------ | ----- | ----- | ----- | ----- | ----------- |
| 2017                  | Kawasaki Frontale     | J1 League             | 34          | 21          | 9           | 4           | 9                     | 6                     | 0                     | 3                     | -          | -          | -          | -          | ACL                            | 10                             | 5                              | 4                              | 1                              | 53    | 32    | 13    | 8     | 60,37%      |
| 2018                  | Kawasaki Frontale     | J1 League             | 34          | 21          | 6           | 7           | 6                     | 2                     | 2                     | 2                     | 1          | 0          | 0          | 1          | ACL                            | 6                              | 0                              | 3                              | 3                              | 47    | 23    | 11    | 13    | 48,93%      |
| 2019                  | Kawasaki Frontale     | J1 League             | 34          | 16          | 12          | 6           | 8                     | 4                     | 3                     | 1                     | 1          | 1          | 0          | 0          | ACL                            | 6                              | 2                              | 2                              | 2                              | 49    | 23    | 17    | 9     | 46,93%      |
| 2020                  | Kawasaki Frontale     | J1 League             | 34          | 26          | 5           | 3           | 7                     | 5                     | 1                     | 1                     | -          | -          | -          | -          | -                              | -                              | -                              | -                              | -                              | 41    | 31    | 6     | 4     | 75,60%      |
| 2021                  | Kawasaki Frontale     | J1 League             | 38          | 28          | 8           | 2           | 7                     | 2                     | 5                     | 0                     | 1          | 1          | 0          | 0          | ACL                            | 7                              | 6                              | 1                              | 0                              | 53    | 37    | 14    | 2     | 69,81%      |
| 2022                  | Kawasaki Frontale     | J1 League             | 33          | 19          | 6           | 8           | 4                     | 1                     | 2                     | 1                     | 1          | 0          | 0          | 1          | ACL                            | 6                              | 3                              | 2                              | 1                              | 44    | 23    | 10    | 11    | 52,27%      |
| 2023                  | Kawasaki Frontale     | J1 League             | 34          | 14          | 8           | 12          | 12                    | 6                     | 4                     | 2                     | -          | -          | -          | -          | ACL                            | 8                              | 6                              | 1                              | 1                              | 54    | 26    | 13    | 15    | 48,14%      |
| 2024                  | Kawasaki Frontale     | J1 League             | 38          | 13          | 13          | 12          | 6                     | 2                     | 1                     | 3                     | 1          | 1          | 0          | 0          | ACLE                           | 6                              | 4                              | 0                              | 2                              | 51    | 20    | 14    | 17    | 39,21%      |
| Total sur la carrière | Total sur la carrière | Total sur la carrière | 279         | 158         | 67          | 54          | 59                    | 28                    | 18                    | 13                    | 5          | 3          | 0          | 2          | -                              | 49                             | 26                             | 13                             | 10                             | 392   | 215   | 98    | 79    | 54,84%      |

## Palmarès de joueur
- Champion du Japon en 1996 avec les Kashima Antlers
- Champion du Japon de D2 en 2004 avec le Kawasaki Frontale

## Carrière d'entraineur
- depuis fev. 2017 :  Kawasaki Frontale

## Palmarès d'entraineur
- Avec le  Kawasaki Frontale
  - Champion du Japon en 2017, 2018, 2020 et 2021
  - Coupe de l'Empereur en 2020 et 2023
  - Coupe de la Ligue japonaise en 2019
  - Supercoupe du Japon en 2019 et 2021